# Československo na zimních olympijských hrách
Československo se v průběhu své historie zúčastnilo celkem 16 zimních olympijských her, tj. všech od roku 1924, kdy se konaly poprvé, až do svého zániku v roce 1992. Největší zastoupení mělo na svých posledních hrách roku 1992 v Albertville, kterých se účastnilo 74 československých reprezentantů. Nejmenší zastoupení mělo roku 1932 v Lake Placid se 6 reprezentanty.
První medaili na Zimních olympijských hrách Československo získalo roku 1928 v St. Moritz zásluhou skokana na lyžích Rudolfa Burkerta, který získal bronz na velkém můstku. Prvním československým olympijským vítězem byl skokan Jiří Raška, který roku 1968 v Grenoblu vyhrál závod na středním můstku. Druhým a současně posledním zlatým medailistou byl krasobruslař Ondrej Nepela, který zvítězil roku 1972 v Sapporu.
Celkem se Zimních olympijských her zúčastnilo 594 československých sportovců, z toho 495 mužů a 99 žen, kteří získali 2 zlaté, 8 stříbrných a 15 bronzových medailí. Početně nejúspěšnější byli roku 1984 v Sarajevu, kde získali celkem 6 medailí, z toho 2 stříbrné a 4 bronzové. Bez medaile skončili na 5 hrách, naposledy roku 1956 v Cortina d'Ampezzo.

## Přehled československých olympioniků na ZOH
| Rok                    | Město (země)                     | V kolika sportech | Muži | Ženy | Celkem | Vlajkonoš          |
| ---------------------- | -------------------------------- | ----------------- | ---- | ---- | ------ | ------------------ |
| 1924                   | Chamonix (Francie)               | 6                 | 27   | 0    | 27     | Jaroslav Řezáč     |
| 1928                   | Svatý Mořic (Švýcarsko)          | 5                 | 24   | 1    | 25     | —                  |
| 1932                   | Lake Placid (USA)                | 4                 | 6    | 0    | 6      | Antonín Bartoň     |
| 1936                   | Garmisch-Partenkirchen (Německo) | 8                 | 39   | 5    | 44     | —                  |
| 1948                   | Svatý Mořic (Švýcarsko)          | 8                 | 41   | 6    | 47     | Vladimír Zábrodský |
| 1952                   | Oslo (Norsko)                    | 3                 | 22   | 0    | 22     | Václav Bubník      |
| 1956                   | Cortina d'Ampezzo (Itálie)       | 7                 | 35   | 6    | 41     | —                  |
| 1960                   | Squaw Valley (USA)               | 4                 | 20   | 1    | 21     | Ján Starší         |
| 1964                   | Innsbruck (Rakousko)             | 8                 | 36   | 10   | 46     | Josef Matouš       |
| 1968                   | Grenoble (Francie)               | 8                 | 41   | 7    | 48     | Jiří Raška         |
| 1972                   | Sapporo (Japonsko)               | 6                 | 37   | 4    | 41     | —                  |
| 1976                   | Innsbruck (Rakousko)             | 9                 | 47   | 11   | 58     | Oldřich Machač     |
| 1980                   | Lake Placid (USA)                | 7                 | 34   | 7    | 41     | Bohuslav Ebermann  |
| 1984                   | Sarajevo (Jugoslávie)            | 8                 | 38   | 12   | 50     | Jiří Králík        |
| 1988                   | Calgary (Kanada)                 | 9                 | 50   | 10   | 60     | Jiří Parma         |
| 1992                   | Albertville (Francie)            | 10                | 55   | 19   | 74     | Pavel Benc         |
| !                      | Celkem                           |                   | 495  | 99   | 594    |                    |
| Zdroj na Olympedia.org |                                  |                   |      |      |        |                    |

## Přehled československých medailí na ZOH
| Rok  | Město (země)                     | Zlato | Stříbro | Bronz | Celkem | Československo na ZOH      |
| ---- | -------------------------------- | ----- | ------- | ----- | ------ | -------------------------- |
| 1924 | Chamonix (Francie)               | 0     | 0       | 0     | 0      | Československo na ZOH 1924 |
| 1928 | Svatý Mořic (Švýcarsko)          | 0     | 0       | 1     | 1      | Československo na ZOH 1928 |
| 1932 | Lake Placid (USA)                | 0     | 0       | 0     | 0      | Československo na ZOH 1932 |
| 1936 | Garmisch-Partenkirchen (Německo) | 0     | 0       | 0     | 0      | Československo na ZOH 1936 |
| 1948 | Svatý Mořic (Švýcarsko)          | 0     | 1       | 0     | 1      | Československo na ZOH 1948 |
| 1952 | Oslo (Norsko)                    | 0     | 0       | 0     | 0      | Československo na ZOH 1952 |
| 1956 | Cortina d'Ampezzo (Itálie)       | 0     | 0       | 0     | 0      | Československo na ZOH 1956 |
| 1960 | Squaw Valley (USA)               | 0     | 1       | 0     | 1      | Československo na ZOH 1960 |
| 1964 | Innsbruck (Rakousko)             | 0     | 0       | 1     | 1      | Československo na ZOH 1964 |
| 1968 | Grenoble (Francie)               | 1     | 2       | 1     | 4      | Československo na ZOH 1968 |
| 1972 | Sapporo (Japonsko)               | 1     | 0       | 2     | 3      | Československo na ZOH 1972 |
| 1976 | Innsbruck (Rakousko)             | 0     | 1       | 0     | 1      | Československo na ZOH 1976 |
| 1980 | Lake Placid (USA)                | 0     | 0       | 1     | 1      | Československo na ZOH 1980 |
| 1984 | Sarajevo (Jugoslávie)            | 0     | 2       | 4     | 6      | Československo na ZOH 1984 |
| 1988 | Calgary (Kanada)                 | 0     | 1       | 2     | 3      | Československo na ZOH 1988 |
| 1992 | Albertville (Francie)            | 0     | 0       | 3     | 3      | Československo na ZOH 1992 |
| !    | Celkem                           | 2     | 8       | 15    | 25     |                            |

### Medaile podle zimních sportů
| Sport           | Zlato | Stříbro | Bronz | Celkem | Ref. |
| Skoky na lyžích | 1     | 2       | 4     | 7      |      |
| Krasobruslení   | 1     | 1       | 3     | 5      |      |
| Lední hokej     | 0     | 4       | 3     | 7      |      |
| Běh na lyžích   | 0     | 1       | 4     | 5      |      |
| Alpské lyžování | 0     | 0       | 1     | 1      |      |
| Celkem          | 2     | 8       | 15    | 25     |      |

## Medailisté
| Rok  | Dějiště      | Olympionici | Disciplína                             |
| ---- | ------------ | --- | -------------------------------------- |
| 1968 | Grenoble     | Jiří Raška | skoky na lyžích – střední můstek       |
| 1972 | Sapporo      | Ondrej Nepela | krasobruslení                          |
| 1948 | Svatý Mořic  | Brankáři: Bohumil Modrý, Zdeněk Jarkovský Obránci: Miroslav Sláma, Přemysl Hainý, Miloslav Pokorný, Josef Trousílek, Oldřich Zábrodský, Vilibald Šťovík Útočníci: Vladimír Zábrodský, Stanislav Konopásek, Jaroslav Drobný, Václav Roziňák, Karel Stibor, Augustin Bubník, Ladislav Troják, Vladimír Bouzek, Vladimír Kobranov                                                          | lední hokej                            |
| 1960 | Squaw Valley | Karol Divín | krasobruslení                          |
| 1968 | Grenoble     | Brankáři: Vladimír Nadrchal, Vladimír Dzurilla Obránci: Josef Horešovský, Jan Suchý, Karel Masopust, František Pospíšil, Oldřich Machač Útočníci: Jozef Golonka, Jan Hrbatý, Václav Nedomanský, Jan Havel, Jaroslav Jiřík, Josef Černý, František Ševčík, Petr Hejma, Jiří Holík, Jiří Kochta, Jan Klapáč                                                                               | lední hokej                            |
| 1968 | Grenoble     | Jiří Raška | skoky na lyžích – velký můstek         |
| 1976 | Innsbruck    | Brankáři: Jiří Holeček, Jiří Crha, Pavol Svitana Obránci: Oldřich Machač, František Pospíšil, Jiří Bubla, Milan Kajkl, Milan Chalupa, Miroslav Dvořák Útočníci: Eduard Novák, Milan Nový, Josef Augusta, Bohuslav Ebermann, Ivan Hlinka, Jiří Holík, Vladimír Martinec, Jiří Novák, Bohuslav Šťastný, Jaroslav Pouzar                                                                   | lední hokej                            |
| 1984 | Sarajevo     | Brankáři: Jaromír Šindel, Jiří Králík Obránci: Radoslav Svoboda, Arnold Kadlec, Miloslav Hořava, Jaroslav Benák, Eduard Uvíra, Milan Chalupa Útočníci: Vladimír Růžička, Dárius Rusnák, Jiří Hrdina, Vincent Lukáč, Pavel Richter, Igor Liba, Jiří Lála, Vladimír Caldr, Dušan Pašek, František Černík, Vladimír Kýhos, Jaroslav Korbela                                                | lední hokej                            |
| 1984 | Sarajevo     | Květa Jeriová, Gabriela Svobodová, Blanka Paulů a Dagmar Švubová | běh na lyžích – štafeta žen 4 x 5 km   |
| 1988 | Calgary      | Pavel Ploc | skoky na lyžích                        |
| 1928 | Svatý Mořic  | Rudolf Burkert | skoky na lyžích                        |
| 1964 | Innsbruck    | Brankáři: Vladimír Dzurilla, Vladimír Nadrchal Obránci: František Tikal, František Gregor, Rudolf Potsch, Ladislav Šmíd, Stanislav Sventek Útočníci: Jiří Dolana, Josef Černý, Jaroslav Walter, Miroslav Vlach, Jozef Golonka, Jiří Holík, Vlastimil Bubník, Jaroslav Jiřík, Jan Klapáč, Stanislav Prýl                                                                                 | lední hokej                            |
| 1968 | Grenoble     | Hana Mašková | krasobruslení                          |
| 1972 | Sapporo      | Helena Šikolová | běh na lyžích – 5 km                   |
| 1972 | Sapporo      | Brankáři: Vladimír Dzurilla, Jiří Holeček Obránci: Vladimír Bednář, Josef Horešovský, Oldřich Machač, František Pospíšil, Rudolf Tajcnár, Karel Vohralík Útočníci: Josef Černý, Miroslav Daněk, Richard Farda, Jan Havel, Ivan Hlinka, Jaroslav Holík, Jiří Holík, Jiří Kochta, Vladimír Martinec, Václav Nedomanský, Eduard Novák, Bohuslav Šťastný                                    | lední hokej                            |
| 1980 | Lake Placid  | Květa Jeriová | běh na lyžích – 5 km                   |
| 1984 | Sarajevo     | Olga Charvátová | alpské lyžování – sjezd                |
| 1984 | Sarajevo     | Květa Jeriová | běh na lyžích – 5 km                   |
| 1984 | Sarajevo     | Jozef Sabovčík | krasobruslení                          |
| 1984 | Sarajevo     | Pavel Ploc | skoky na lyžích                        |
| 1988 | Calgary      | Radim Nyč, Václav Korunka, Pavel Benc, Ladislav Švanda | běh na lyžích – štafeta mužů 4 x 10 km |
| 1988 | Calgary      | Jiří Malec | skoky na lyžích                        |
| 1992 | Albertville  | Petr Barna | krasobruslení                          |
| 1992 | Albertville  | Brankáři: Petr Bříza, Oldřich Svoboda, Jaromír Dragan. Obránci: Drahomír Kadlec, Róbert Švehla, Jiří Šlégr, Leo Gudas, Miloslav Hořava, Bedřich Ščerban, Richard Šmehlík. Útočníci: Robert Lang, Petr Rosol, Otakar Janecký, Kamil Kašťák, Ladislav Lubina, Patrik Augusta, Tomáš Jelínek, Petr Hrbek, Richard Žemlička, Igor Liba, Radek Ťoupal, Peter Veselovský, František Procházka | lední hokej                            |

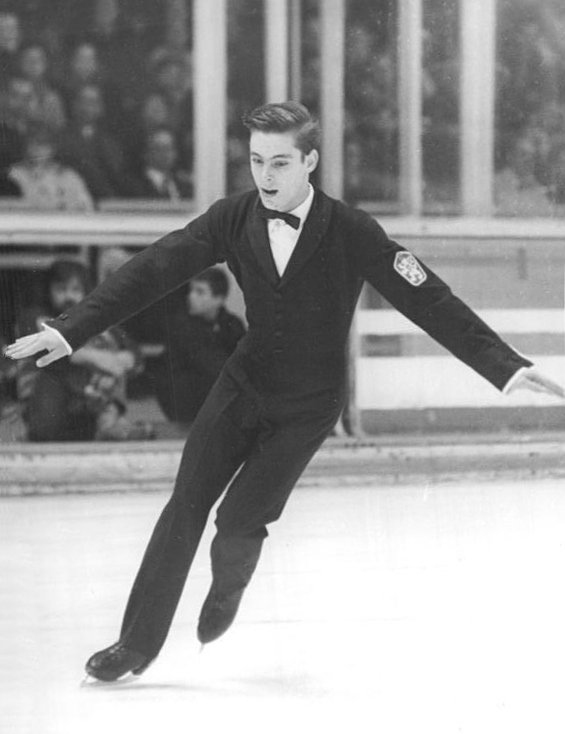
Ondrej Nepela, olympijský vítěz z roku 1972

| 1992 | Albertville  | Tomáš Goder, František Jež, Jaroslav Sakala, Jiří Parma | skoky na lyžích – družstva             |